# Cledok
Cledok is een bestuurslaag in het regentschap Wonosobo van de provincie Midden-Java, Indonesië. Cledok telt 1003 inwoners (volkstelling 2010).